# Bouvines
Bouvines – miejscowość i gmina we Francji, w regionie Hauts-de-France, w departamencie Nord.
Według danych na rok 1990 gminę zamieszkiwały 683 osoby, a gęstość zaludnienia wynosiła 252 osób/km² (wśród 1549 gmin regionu Nord-Pas-de-Calais Bouvines plasuje się na 675. miejscu pod względem liczby ludności, natomiast pod względem powierzchni na miejscu 863.).
W roku 1214 w pobliżu odbyła się bitwa pod Bouvines. 